# Cyanophora tetracyanea
Espèce
Cyanophora tetracyanea est une espèce d'algues de la famille des Glaucocystaceae, de l'embranchement des Glaucophyta. 